# Évêché titulaire de Sufasar
Sufasar était une ville romaine située en Afrique du Nord romaine, dans la province de Maurétanie césarienne. La ville a décliné après la conquête musulmane du Maghreb. Son site est probablement associé aux ruines d'Amourah dans l'actuelle Algérie.
Sufasar était également le siège d'un ancien évêché chrétien, dépendant de la métropole de Caesarea Mauretaniae (actuelle Cherchell),.

## Localisation
Le site de Sufasar est probablement situé à Amourah, dans l'actuelle Algérie. Cependant, les fouilles archéologiques n'ont pas encore permis de confirmer cette identification avec certitude.

## Histoire
Sufasar était une civitas romaine typique de la Maurétanie césarienne, prospérant sous l'Empire romain. Peu de détails subsistent sur son développement, mais la ville semble avoir été un centre administratif et religieux local. Avec la conquête musulmane du Maghreb au VIIe siècle, Sufasar perdit de son importance et fut progressivement abandonnée.
En 484, son évêque, Urbanus, fut convoqué par le roi vandal Hunéric, de confession arienne, à une conférence à Carthage. À l'issue de cette réunion, Urbanus fut exilé, comme d'autres évêques catholiques,.

## Évêché
Sufasar fut le siège d'un évêché chrétien rattaché à la province ecclésiastique de Césarée de Maurétanie,,. Après la disparition de la ville, l'évêché devint un siège titulaire de l'Église catholique.

### Évêques titulaires
- Gaston Marie Jacquier (en) (1960-1976)
- Stanislaw Adam Sygnet (de) (1976-1985)
- André Vallée (1987-1996)
- Benjamín Castillo Plascencia (es) (1999-2003)
- Claude Champagne (2003-2009)
- Augustinus Kim Jong-soo (en) (2009-2022)
- Francisco Javier Acero Pérez (de) (2022-)